# Deep Ng
Deep Ng es un cantante, compositor y actor de Hong Kong. Fue ganador de los Premios de canto New Talent Singing Awards Hong Kong Regional Finals. Además fue bien recibido por los espectadores desde New Talent Singing Awards en 2002. Su primer EP  fue lanzado en 2003 con primer sencillo debut titulado "先入为主". Su segundo álbum, "Nowhere" (pronunciado como ahora-aquí) fue lanzado en septiembre de 2005. 
En mayo de 2007 lanzó su álbum "New and Best Selection", que contiene 3 nuevas canciones acompañadas con una selección de temas musicales de su EP y de sus álbumes anteriores. 
En 2008, lanzó su siguiente álbum titulado "Reality Co. Ltd". Este álbum tuvo un comentario y reflexión sobre el surgimiento de las estrellas en programas de televisión. 
En 2009 publicó su disco titulado "Break It". El álbum contiene diez temas musicales y una adicional de 7 temas en directo. La canción principal "火" (fuego), es una nueva versión cantonesa de "Daisy Whoopsie" de Terri Walker. 
A partir del mes de septiembre del 2011, su carrera en el entretenimiento de la música, se ha puesto en pausa y en la actualidad trabaja como agente de seguros.

## Discografía
- Deep EP (2003)
- Deep In The Music EP (2004)
- Deep: Inside (2005)
- 903 California Red: Eleven Fires Concert - Deep Ng (2005)
- Nowhere (2005)
- Documentary (2006)
- 3.D New Songs + Greatest Hits (2007)
- Reality Co. Ltd (2008)
- Break It (2009)

## Filmografía
- Dating Death (2004)
- New Police Story (2004)
- Moments of Love (2005)
- Dancing Lion (2007)
- Invisible Target (2007)
- The Sparkle in the Dark (2008)
- Fate (2008)
- A Decade of Love (2008)
- The Book and the Sword (2009) (TV series)
- The Stool Pigeon (2010)
- Ex (2010)
- Girl$ (2010)
- The Viral Factor (2012)
- Triad (2012)
- The Midas Touch (2013)
- As the Light Goes Out (2014)
- That Demon Within (2014)
- Kung Fu Jungle (2014)
- Golden Brother (2014)